# Beryx decadactylus
Espèce
Statut de conservation UICN

 LC  : Préoccupation mineure
La dorade rose ou béryx commun (Beryx decadactylus) est une espèce de poissons de la famille des Berycidae.
Elle prend de 20 à 30 ans pour se reproduire et vit dans les fonds marins, entre 110 et 1 000 m, particulièrement près des côtes d'Espagne et du Maroc.

## Description et caractéristiques
L'espèce a été en particulier décrite à partir de spécimens de l'Atlantique du nord-ouest.

### Caractères distinctifs
Beryx decadactylus est une espèce de poisson à corps comprimé et relativement profond, se distinguant de son proche parent, Beryx splendens, par une profondeur corporelle plus importante et des yeux plus grands. Elle présente également des caractéristiques morphologiques distinctes telles qu’un nombre supérieur de rayons à la nageoire dorsale (16 à 18) et des comptages inférieurs pour les rayons des nageoires pectorales et ventrales, les branchicténies (22 à 24) et les écailles le long de la ligne latérale (65 à 71).

### Morphologie
Le corps est comprimé latéralement, avec un profil dorsal légèrement convexe et un profil ventral se rétrécissant fortement vers le pédoncule caudal. Les écailles, en forme de cloche ou de bouclier, possèdent des marges postérieures fortement convexes avec des crêtes formant des épines, dont certaines sont plus grandes au centre. La ligne latérale est légèrement arquée à l’avant et se prolonge jusqu’à la base de la nageoire caudale.
La tête présente un profil arrondi, avec une mâchoire inférieure dépassant légèrement la supérieure. Les dents sont petites, disposées en bandes dans les mâchoires, avec des dents plus grandes sur le vomer et les palatins. Les nageoires dorsales et anales sont robustes, avec des bases longues. La nageoire caudale est profondément fourchue, avec des lobes anguleux ou légèrement pointus.

### Coloration
Les spécimens frais sont d’un rouge vif sur le dos, les nageoires et le haut de la tête, avec des côtés argentés et des nuances jaunâtres ou rougeâtres sur l’arrière du corps. Après conservation, la coloration rouge disparaît, laissant des motifs translucides ou brunâtres.

### Taille
Cette espèce peut atteindre une longueur standard maximale de 365 mm.

### Relation avec l’homme
Beryx decadactylus est exploité commercialement dans les zones où il est abondant, notamment à Madère, au large de Vigo (Espagne) et au Japon, où il est capturé à la palangre pour la consommation humaine.

## Répartition

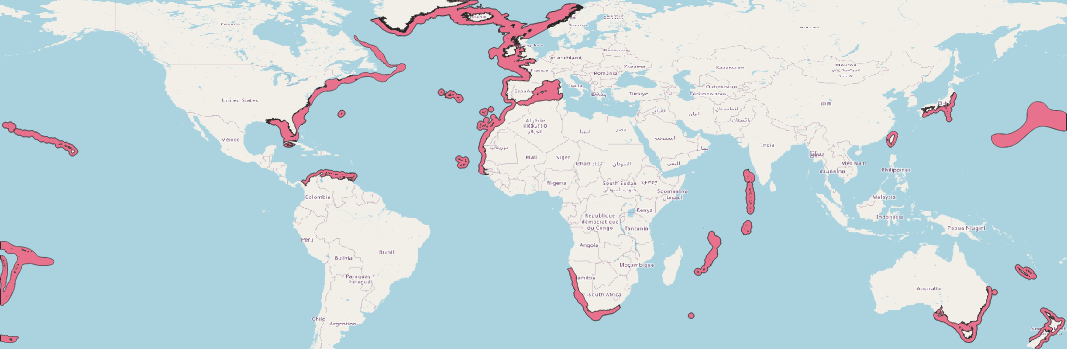
Carte de distribution de Beryx decadactylus d'après l'UICN (2025)

Beryx decadactylus est une espèce à répartition circumglobale, présente dans les mers subtropicales à subboréales, y compris la mer Méditerranée, mais absente du nord-est de l'océan Pacifique.

## Systématique
Le nom valide complet (avec auteur) de ce taxon est Beryx decadactylus Cuvier, 1829.
Ce taxon porte en français le nom vernaculaire ou normalisé suivant : Béryx commun.
Beryx decadactylus a pour synonymes :
- Actinoberyx jugeati Roule, 1923
- Actinoberyx longipinnis (Barnard, 1925)
- Actinoberyx pozzi Nani, 1958
- Beryx borealis Düben & Koren, 1846
- Beryx delphini Valenciennes, 1833
- Beryx dodecadactylus Cuvier, 1829
- Beryx longipinnis Barnard, 1925

## Étymologie
Le nom de genre provient de beryx ou bérys, un nom grec pour une espèce de poisson indéterminée, que Cuvier a choisi d'appliquer à une «famille de perches particulières». Le nom d'espèce decadactylus provient du latin deci- signifiant « dix » et du grec daktylos, « doigt », en référence aux dix rayons mous des nageoires ventrales.

## Publication originale
- Cuvier, G.; Valenciennes, A. (1829). Histoire naturelle des poissons. Tome troisième. Suite du Livre troisième. Des percoïdes à dorsale unique à sept rayons branchiaux et à dents en velours ou en cardes. F. G. Levrault, Paris. v. 3: i-xxviii + 2 pp. + 1-500, Pls. 41-71. [Cuvier authored volume. i-xxii + 1-368 in Strasbourg edition.].